# Egon Kahl
Egon Kahl (født 29. september 1952) var en dansk ishockeyspiller, der spillede for Vojens IK. Han blev i 2016 valgt ind i Danmarks Ishockey Unions Hall of Fame.